# .gw
.gw je internetová národní doména nejvyššího řádu pro Guinea-Bissau.